# Hava nagila
A Hava nagila (בה נגילה) egy héber dal. A dalt Abraham Zevi Idelsohn folklórista, gyűjtő írta 1918-ban egy régi haszid dallamra. Az eredeti dallam szerzője ismeretlen. Azt valószínűsítik, hogy egy 19. századi kelet-európai klezmerből származik. Feltételezik azt is, hogy a dal az angol csapatok 1917-es jeruzsálemi bevonulásának örömére született.
A dalból 1918-ban  három ismert kántor előadásában gramofonfelvétel született.
A dal nagy népszerűségnek örvend, különösen ünnepeken játsszák. Izraelben sokan ezért népdalnak is hiszik.
A dal címének jelentése: „Örvendezzünk!”.
A könnyűzene számtalan ismert előadója dolgozta fel, ami tovább növelte ismertségét és népszerűségét; örökzölddé vált. Harry Belafonte 1959-ben a Carnegie Hallban mutatta be. Sokak mellett előadta Chubby Checker, Connie Francis, Bob Dylan, Lena Horne, Dalida, Neil Diamond, The Barry Sisters, The Spotnicks, a Budapest Bár és Lovász Irén, valamint előadta a Parafónia Zenekar is (elsőként a Lauder Javne Iskolában)[forrás?].
A Hava Nagila hallható Thembi: Forever Love Me című dalában is, ami közismert diszkósláger.
Allan Sherman Harvey and Sheila címmel zenei paródiát írt belőle.

## Szövege
| Átírás                      | Héber szöveg             | Angol szöveg                      | Magyar szöveg                                 |
| --------------------------- | ------------------------ | --------------------------------- | --------------------------------------------- |
| Hava nagila                 | הבה נגילה                | Let's rejoice                     | Örvendezzünk                                  |
| Hava nagila                 | הבה נגילה                | Let's rejoice                     | Örvendezzünk                                  |
| Hava nagila ve niszmecha    | הבה נגילה ונשמחה         | Let's rejoice and be happy        | Örvendezzünk, legyünk boldogok                |
|                             | (repeat stanza once)     |                                   |                                               |
| Hava neranenah              | הבה נרננה                | Let's sing                        | Énekeljünk                                    |
| Hava neranenah              | הבה נרננה                | Let's sing                        | Énekeljünk                                    |
| Hava neranenah ve niszmecha | הבה נרננה ונשמחה         | Let's sing and be happy           | Énekeljünk, legyünk boldogok                  |
|                             | (repeat stanza once)     |                                   |                                               |
| Uru, uru achim!             | !עורו, עורו אחים         | Awake, awake, brothers!           | Ébredjetek, ébredjetek, testvérek!            |
| Uru achim b'lev szameach    | עורו אחים בלב שמח        | Awake brothers with a happy heart | Ébredjetek, testvérek, boldog szívvel!        |
|                             | (repeat line four times) |                                   |                                               |
| Uru achim, uru achim!       | !עורו אחים, עורו אחים    | Awake, brothers, awake, brothers! | Ébredjetek, testvérek, ébredjetek, testvérek! |
| B'lev szameach              | בלב שמח                  | With a happy heart                | Boldog szívvel                                |

| „Hava nagila”: |
|                |

## Fordítás
Ez a szócikk részben vagy egészben  a(z)   Хава нагила című orosz Wikipédia-szócikk fordításán alapul.  Az eredeti cikk szerkesztőit annak laptörténete sorolja fel. Ez a jelzés csupán a megfogalmazás eredetét és a szerzői jogokat jelzi, nem szolgál a cikkben szereplő információk forrásmegjelöléseként.